# Pushing Daisies
Pushing Daisies är en amerikansk TV-serie från 2007, skapad av Bryan Fuller och producerad av Warner Bros. och Jinks/Cohen Company. Premiären av serien skedde på ABC den 3 oktober, 2007. I Sverige har Canal+, senare känt som C More, fått sändningsrätten till serien, och visat alla avsnitt av den första säsongen. Repriserna visas på Canal+ First. Serien började visas på TV3 sommaren 2009.
I serien spelar Lee Pace pajbagaren Ned som i tidigt ålder upptäcker att han har en förmåga; att återuppväcka de döda genom att röra vid dem. Om han låter denna varelse vara vid liv i mer än en minut måste någon annan dö i stället. Man får även se Anna Friel, som spelar Charlotte "Chuck" Charles, Neds kärleksintresse, som varit kär i honom ända sedan hon var liten, privatdetektiven och Neds affärspartner Emerson Cod (Chi McBride), Charlottes faster Vivian (Ellen Greene), Chucks andra faster Lily (Swoosie Kurtz) och servitrisen Olive Snook (Kristin Chenoweth).
Den 20 november 2008 meddelade ABC att de inte beställer in fler avsnitt av serien och att serien därmed är tagen ur produktion. Seriens sista avsnitt sändes 13 juni 2009.

## Produktion
Produktionen började den 11 december 2006, där skaparen av TV-serierna Dead Like Me och Wonderfalls, Bryan Fuller, hade accepterat att göra Pushing Daisies, som ska handla om en man som kan återuppliva döda människor. Inspelningen tog plats hos Warner Bros. Television, där Fuller själv skrev och producerade pilotavsnittet, tillsammans med producenterna Dan Jinks och Bruce Cohen hos deras eget företag, Jinks/Cohen Company. I januari 2007 hade Barry Sonnenfeld, som låg bakom Men in Black-filmerna, skrivit på att regissera pilotavsnittet efter ett manus skrivet av Fuller.
Efter att ABC köpt in serien gavs grönt ljus av tv-bolaget den 11 maj 2007, där 13 avsnitt hade beställts. De beslutade senare att köpa in alla avsnitt för säsong 1. Men bara nio avsnitt hann bli klara, där den nionde avsnittet blev avslutningen för säsong 1 istället, vilket fick till resultat att avsnittet blev en cliffhanger, på grund av manusförfattarstrejken.
Den 6 februari 2007 hade Lee Pace skrivit på att spela rollen som pajbagaren Ned. I mitten av februari gick rollen som privatdetektiven Emerson Cod till Chi McBride, mest känd som skolchefen Steven Harper från Boston Public. Rollen som servitrisen Olive Snook och kärleksintresset Charlotte "Chuck" Charles gick till sångerskan Kristin Chenoweth och Anna Friel. I slutet av februari hade Swoosie Kurtz skrivit på ett avtal att spela rollen som Chucks andra faster, Lily Charles.
James Dooley blev anlitad av Fuller att komponera musiken i Pushing Daisies. De första sex minuterna i pilotavsnittet komponerades av Blake Neely. Dooley beskriver sin musik som en sagolik musik med en berättare, som Yann Tiersen också använt i sin musik.

## Rollista i urval
Serien är en blandning av drama, komedi och fantasy, där vi får se Ned, Cod och Chuck lösa brott i varje avsnitt. Nedanför är en lista över rollfigurerna i Pushing Daisies.
Huvudroller
- Lee Pace – Ned
- Anna Friel – Charlotte "Chuck" Charles
- Chi McBride – Emerson Cod
- Kristin Chenoweth – Olive Snook
- Ellen Greene – Vivian Charles
- Swoosie Kurtz – Lily Charles
- Jim Dale – Berättare
- Field Cate – Ned som ung

Återkommande roller
- Sy Richardson – the Coroner
- Sammi Hanratty – Chuck som ung
- Stephen Root – Dwight Dixon
- David Arquette – Randy Mann
- Diana Scarwid – Mother Superior
- Christine Adams – Simone Hundin
- Raúl Esparza – Alfredo Aldarisio
- Brad Grunberg – Lawrence och Louis Schatz
- Alex Miller – Maurice
- Graham Miller – Ralston
- Josh Randall – Charles Charles
- Paul Reubens – Oscar Vibenius

### Ned
En man som redan som litet barn upptäcker att han kan återuppliva döda människor och djur, när hans hund Digby blir påkörd av en lastbil. Om han rör vid dem igen är de döda för alltid. Det visar sig att förmågan har ett problem, om en människa är återupplivad i mer än en minut dör någon annan i hans omgivning. Efter nitton år är Ned vuxen nu och äger en pajbutik som heter The Pie Hole. När Ned är ute för att slänga soporna bevittnar en detektiv, Emerson Cod, hans förmåga att återuppliva döda människor och erbjuder Ned att vara hans partner, vilket han accepterar. När Ned får reda att hans kärlek Chuck mördats, åker Ned och Emerson Cod till hans barndomsstad Couer d'Couers, där Ned senare hittar henne liggande i en kista i stadens begravningsbyrå. Ned återupplivar henne och låter henne leva i mer än en minut vilket gör att en man dör i hennes ställe. I detta fall är det ägaren av begravningsbyrån. Ned och Chuck kan därefter inte röra vid varandra eftersom hon då kommer dö igen, för alltid.

### Chuck Charles
Neds granne och stora kärlek. Hennes far dog när hon var liten, mördad av misstag av Ned genom att återuppliva sin mor. Hon togs om hand av sina två fastrar Lily och Vivian Charles som har bildat en konstsimsduo. Hon blev mördad med en plastpåse under en kryssning och hittas senare av Ned på begravningsbyrån. Efter att blivit räddad bestämmer hon sig för att samarbeta med Ned och hans partner, detektiven Emerson Cod, med att lösa brott.

### Emerson Cod
En detektiv som bestämmer sig för att samarbeta med Ned och även bli hans affärspartner, efter att Ned använt sin förmåga med att ha stoppat skurken som han jagade.

### Vivian Charles
Chucks faster som tror på ett positiv liv och är expert på taxidermi. När de var tonåringar bildade hon tillsammans med sin syster Lily en konstsimduo kallad Darling Mermaid Darlings.

### Lily Charles
Charlottes andra faster, som miste sitt högra öga när hon skulle tvätta kattlådan. Hon har en sur attityd och är alkolist. När hon går upp i trappan för att hämta en väska som innehåller två keramikdockor, som senare visar sig vara guld när Ned och Chuck råkar slå sönder dem, utsätts hon för en attack med en plastpåse av mördaren som attackerade Chuck, men överlever efter att Ned slår ner honom. Mördaren blir senare dödad av Lily med ett hagelgevär.

### Olive Snook
En servitör som jobbar på Neds pajrestaurang, där hon har hand om bakningen samt serveringen. Hon är granne med Ned, och brukar ta hand om hans hund. Hon har känslor för honom och gillar när han rör sig vid henne, men efter att Chuck kommit tillbaka från döden, har hon svårt att vara tillsammans med honom och blir svartsjuk i hennes närvaro.

## Mottagande
Metacritic har sammanställt kritik från 30 recensioner av serien, och av dessa hade 86 procent gett filmen positiva omdömen.  
| ”                                                   | The series’s saucy tone and bizarre conceit may prove hard to sustain, but the pace is quick, the dialogue is clever, and the casting is perfect. | „ |
| – Alessandra Stanley, New York Times, -Oct. 3, 2007 | |   |

## Priser
Under första säsongen blev Pushing Daisies nominerad för tre Golden Globes och hela tolv Emmy Awards.